# IC 4251
IC 4251 је лентикуларна галаксија у сазвјежђу Хидра која се налази на листи објеката дубоког неба у Индекс каталогу.
Деклинација објекта је - 29° 26' 40" а ректасцензија 13h 27m 24,1s. Привидна величина (магнитуда) објекта IC 4251 износи 14,0 а фотографска магнитуда 15,0. IC 4251 је још познат и под ознакама ESO 444-41, MCG -5-32-21, PGC 47145.